# Francisco Cláudio Monteiro
Francisco Cláudio Monteiro (Niterói, 26 de dezembro de 1958) é um advogado e político brasileiro. Integrou a Câmara Legislativa do Distrito Federal de 1991 a 1999, durante sua primeira e legislatura legislaturas. Também atuou no governo de Agnelo Queiroz.
Monteiro se tornou morador de Brasília um ano após nascer. Concluiu bacharelado em direito e foi o primeiro presidente do Sindicato dos Policiais Civis do Distrito Federal (SINPOL). Nas eleições de 1990, elegeu-se deputado distrital com 2.887 votos, na época filiado ao Partido de Republicano Progressista (PRP). Foi reeleito em 1994, pelo Partido Popular Socialista (PPS), com 6.640 votos.
Após seu mandato na Câmara Legislativa, Monteiro se tornou chefe de gabinete do governador Agnelo Queiroz, assim como secretário-executivo do comitê da Copa do Mundo de 2014. Deixou ambos os cargos em abril de 2012, após surgirem suspeitas de que estaria envolvido em crimes investigados no âmbito da Operação Monte Carlo. Voltou ao governo Queiroz em 2014, como secretário do Turismo. Em 2017, foi preso e apontado como arrecadador de propinas de Queiroz, igualmente detido. Foi libertado no mesmo ano.